# Halyphysema
Halyphysema, en ocasiones erróneamente denominado Arhaliphysemum y Haliphysema, es un género de foraminífero bentónico de la subfamilia Halyphyseminae, de la familia Halyphysemidae, de la superfamilia Astrorhizoidea, del suborden Astrorhizina y del orden Astrorhizida. Su especie-tipo es Halyphysema tumanowiczii. Su rango cronoestratigráfico abarca el Holoceno.

## Discusión
Clasificaciones previas incluían Halyphysema en la familia Rhabdamminidae y en el suborden Textulariina del orden Textulariida.

## Clasificación
Halyphysema incluye a las siguientes especies:
- Halyphysema bayeri
- Halyphysema capitulatum
- Halyphysema catenulata
- Halyphysema confertum
- Halyphysema echinoides
- Halyphysema globigerina
- Halyphysema primordiale
- Halyphysema ramulosa
- Halyphysema tumanowiczii